# ミュスカデル
ミュスカデル（仏：Muscadelle）は、白ワイン用のブドウ品種である。果汁や干しブドウの香りは単調で、マスカットに近いが、実際にはマスカットとの間に関係性はない。DNA解析からミュスカデルはグーエ・ブランと未特定のブドウが交配して生まれたことが示されている。

## 栽培地域
フランスでは、ボルドーの辛口白ワインやソーテルヌなどの甘口白ワインに少量だけ使われる。セミヨンやソーヴィニヨン・ブランが主体になることがほとんどであるため、ミュスカデルが10%を超えて使われることは滅多にない。1990年代から21世紀初頭にかけて、この品種の植え付けは減少した。他方、モンバジャックの甘口ワインではミュスカデルの比率が上がってきている。
オーストラリアでは酒精強化ワインに用いられる。これは以前はトカイと呼ばれていたが、今日ではトパークとして知られる。ラザグレンで生産されるこのワインは高温のセラーで熟成されることでマデリゼーションが引き起こされ、酸化した味わいになる。他にも、バロッサバレーなど少数の産地でも同様のワインは作られている。ワイナリーによっては、フランス同様にこの品種からテーブルワインを造っていることもある。EUとの合意に基づき、オーストラリアの生産者は2020年6月までにトカイという名称の使用の段階的な廃止が義務付けられており、ほとんどの生産者はそれに先立ちこのスタイルのワインを表す語句としてトパークを用いている。